# Гребінківська волость
Гребінківська волость — історична адміністративно-територіальна одиниця Васильківського повіту Київської губернії з центром у селі Гребінки.
Станом на 1886 рік складалася з 9 поселень, 9 сільських громад. Населення — 11528 осіб (5841 чоловічої статі та 5687 — жіночої), 1358 дворових господарства.
|                     | Площа, десятин | У тому числі орної, дес. |
| ------------------- | -------------- | ------------------------ |
| Сільських громад    | 9122           | 8350                     |
| Приватної власності | 10565          | 4540                     |
| Іншої власності     | 198            | 171                      |
| Загалом             | 19885          | 13061                    |

Основні поселення волості:
- Гребінки — колишнє власницьке село при річці Роток, 2033 особи, 450 дворів, православна церква, єврейський молитовний будинок, школа, лікарня, поштова станція, 7 постоялих дворів, 15 постоялих будинків, 2 лавки, базари, водяний млин.
- Лосятин — колишнє власницьке село при річці Роток, 1541 особа, 157 дворів, православна церква, школа, постоялий будинок, 2 лавки.
- Пінчуки — колишнє власницьке село при річці Роток, 1810 осіб, 222 двори, православна церква, школа, постоялий будинок, лавка.
- Піщана — колишнє власницьке село при річці Роток, 743 особи, 60 дворів, школа, постоялий будинок.
- Саливонки — колишнє власницьке село при річці Роток, 1695 осіб, 180 дворів, православна церква, школа, лікарня, 4 постоялих будинки, 2 лавки, водяний млин, бурякоцукровий завод.
- Скребиші — колишнє власницьке село при річці Роток, 848 осіб, 98 дворів, 2 постоялих будинки.
- Соколівка — колишнє власницьке село при річці Роток, 504 осіб, 65 дворів, школа, постоялий будинок.
- Храпачі — колишнє власницьке село при річці Роток, 723 особа, 80 дворів, православна церква, школа, постоялий будинок.

Старшинами волості були:
- 1909—1910 року — А. Є. Ліховенко[2],[3];
- 1912—1915 роках — Павло Кузьмович Пуриченко[4],[5],[6].